# Diplacus aridus
Diplacus aridus ist eine Art der Gauklerblumen (englisch monkeyflower) mit gelben Blüten. Ihr früherer wissenschaftlicher Name, heute ein Synonym, war Mimulus aridus A. L. Grant.

## Verbreitung
Die Art ist im San Diego County in Süd-Kalifornien und in Baja California heimisch. In Baja California ist Diplacus aridus mit Daucus pusillus und Adiantum jordanii vergesellschaftet.